# オシャレ30・30
『オシャレ30・30』（おしゃれサーティーズ・サーティー）は、日本テレビ系列局ほかで放送された日本テレビ製作のトーク番組。製作局の日本テレビでは1987年1月4日から1994年6月26日まで、毎週日曜 22:00 - 22:30 (JST) に放送。資生堂の一社提供番組。

## 概要
それまで平日昼に放送されていた『おしゃれ』の後継番組に当たり、『午後は○○おもいッきりテレビ』の開始による同枠撤廃を控え、改めて日曜夜に資生堂枠が新設された。以降、資生堂一社提供のトーク番組は全て同枠で放送されている。編成の都合から、開始当初の3か月間は『おしゃれ』と並行して放送されていた。資生堂提供『おしゃれ』シリーズの第2弾であるが、唯一『オシャレ』とカタカナ表記となっている。
司会はフリーアナウンサーの古舘伊知郎と、ジャズシンガーの阿川泰子。番組タイトルの30・30とは「30歳代のための30分のトーク番組」という意味があり、古舘と阿川が当時30歳代であったこともあり、番組は主に30代の芸能人・著名人をゲストに迎えた。テーマ曲は、前田憲男作曲で高橋達也&東京ユニオンが演奏し、コーラスは伊集加代子グループが担当した。番組後期は阿川が歌唱するバージョンに変わり、こちらは後述する歌のプレゼントとして歌唱した楽曲とともにビクターからレコード化されている。
番組の最後には古舘がゲストに「あなたにとっておしゃれとは?」と聞いていき、それに対しゲストは自分の考えを述べ、併せて、番組オリジナルの純金の会員証に番組内でのトークから古舘が考えたゲストのキャッチフレーズを書き込んでプレゼントする。阿川がゲストとのトークのあと、歌のプレゼントを披露したり、資生堂のインフォマーシャル（『おしゃれ』のエンディングで放送されていた流れを汲むもの）にピアニストの鈴木宏昌と出演した。
TBSで放映されていたトーク番組『Ryu's Bar 気ままにいい夜』（毎日放送製作）の司会者・村上龍が当番組にゲストで出演したことがある。同時期に放送されていたトーク番組の司会者同士がトークを行う異例の回になり、『Ryu's Bar ～』の舞台裏等話もされた。この時の番組開始は通常のテーマ曲の代わりに『Ryu's Bar～』のテーマ曲『クレオパトラの夢』が流され、村上本人が登場する演出がなされた。
2019年11月6日（水曜日）には東映チャンネルにて松田優作出演回（1989年8月20日放送）の再放送が行われた。
1994年6月末で終了し、第3弾の『おしゃれカンケイ』へ引き継がれる。古舘はそのまま司会を続投。理由は、この年の12月に古舘が40歳を迎えるにあたり、番組の主軸である「30歳代のため」にブレがでるためである。

## スタッフ
- 構成：笠博勝、藤井青銅、腰山一生、飯田まち子、下尾雅美
- 音楽：前田憲男、服部克久、鳥山雄司
- 音楽協力：OFFICE NO.3、セッションM
- TD：松本晃、鈴木康介
- カメラ：南良郎、鈴木博、小林宏義、工藤恂児、福田和美、秋山真、鈴木康介、木村博靖
- 技術：竹内一也、佐々木伸郎、坂東秀明、鈴木康介
- 調整：今井正、川島正義(春)、葉満田修、九里隆雄、藤原慶太、斎藤智徳、牧野和侑、坂本誠二、北村嘉明、鈴木利之、河田稔、柴田康弘
- 照明：松村登貴雄
- 音声：吾妻光良、古川誠一、田中勝己
- 音効：見浪史郎、桐原ひとみ、三神直、長谷川龍
- オーディオコーディネート：鳥飼弘昌
- 美術：山浦俊夫
- デザイン：田原英二、道勧英樹
- 装置：和田俊輔、佐藤正男
- 小道具：松崎純一、川蔦佳代子、今野輝昭
- タイトル画：北田哲哉(也)
- スタイリスト：永作由美子、COCE、平山睦子、橋本美香、村田恵津子、関恵美子、中村のん、宇佐美周洋、馬場郁雄、江波真理子
- 雑貨スタイリスト：吉本由美
- ヘアメイク：浅井昭彦、尚司芳和、猪(横)畠明良、こばやしあきら、池田瑞穂
- 編集：宮原明男、吉森浩、八木義則、日下石京子、前田馨、柘植香織
- TK：野口かず実、大久保千代美、田村京子、有沢京子、山田眞由美、佐野由香里
- MA：中田順一、西村善雄
- 広報：保坂朱美、野口和子
- 演出：大垣信良、倉増吉継、宮坂博隆、高鳥一郎、土屋泰則、橋口洋之
- プロデューサー：大垣信良、倉増吉継、油井慎次郎、高鳥一郎、宮坂博隆
- 制作→チーフプロデューサー：原薫太郎
- 製作著作：日本テレビ

## ネット局
系列は当番組終了時（1994年6月）のもの。
| 放送対象地域   | 放送局             | 系列                                         | ネット形態             | 備考                                               |
| -------------- | ------------------ | -------------------------------------------- | ---------------------- | -------------------------------------------------- |
| 関東広域圏     | 日本テレビ         | 日本テレビ系列                               | 制作局                 |                                                    |
| 北海道         | 札幌テレビ         | 日本テレビ系列                               | 同時ネット             |                                                    |
| 青森県         | 青森放送           | 日本テレビ系列                               | 遅れネット →同時ネット | [ 1 ]                                              |
| 岩手県         | テレビ岩手         | 日本テレビ系列                               | 同時ネット             |                                                    |
| 宮城県         | ミヤギテレビ       | 日本テレビ系列                               | 同時ネット             |                                                    |
| 秋田県         | 秋田放送           | 日本テレビ系列                               | 同時ネット             |                                                    |
| 山形県         | 山形テレビ         | テレビ朝日系列                               | 同時ネット             | 1993年3月まで                                      |
| 山形県         | 山形放送           | 日本テレビ系列                               | 同時ネット             | 1993年4月から                                      |
| 福島県         | 福島中央テレビ     | 日本テレビ系列                               | 同時ネット             |                                                    |
| 山梨県         | 山梨放送           | 日本テレビ系列                               | 同時ネット             |                                                    |
| 新潟県         | テレビ新潟         | 日本テレビ系列                               | 同時ネット             |                                                    |
| 長野県         | テレビ信州         | 日本テレビ系列                               | 遅れネット →同時ネット | [ 4 ]                                              |
| 静岡県         | 静岡第一テレビ     | 日本テレビ系列                               | 同時ネット             |                                                    |
| 富山県         | 北日本放送         | 日本テレビ系列                               | 同時ネット             |                                                    |
| 石川県         | 北陸放送           | TBS系列                                      | 遅れネット             | 1990年3月27日まで 末期は火曜 19:25 - 19:54にて放送 |
| 石川県         | テレビ金沢         | 日本テレビ系列                               | 同時ネット             | 1990年4月開局から                                  |
| 福井県         | 福井放送           | 日本テレビ系列 テレビ朝日系列                | 同時ネット             |                                                    |
| 中京広域圏     | 中京テレビ         | 日本テレビ系列                               | 同時ネット             |                                                    |
| 近畿広域圏     | 読売テレビ         | 日本テレビ系列                               | 同時ネット             |                                                    |
| 鳥取県・島根県 | 日本海テレビ       | 日本テレビ系列                               | 遅れネット →同時ネット | [ 7 ]                                              |
| 広島県         | 広島テレビ         | 日本テレビ系列                               | 同時ネット             |                                                    |
| 山口県         | 山口放送           | 日本テレビ系列                               | 同時ネット             |                                                    |
| 香川県・岡山県 | 西日本放送         | 日本テレビ系列                               | 同時ネット             |                                                    |
| 愛媛県         | 南海放送           | 日本テレビ系列                               | 同時ネット             |                                                    |
| 高知県         | 高知放送           | 日本テレビ系列                               | 同時ネット             |                                                    |
| 徳島県         | 四国放送           | 日本テレビ系列                               | 同時ネット             |                                                    |
| 福岡県         | 福岡放送           | 日本テレビ系列                               | 同時ネット             |                                                    |
| 長崎県         | テレビ長崎         | フジテレビ系列                               | 同時ネット →遅れネット | 1991年3月まで                                      |
| 長崎県         | 長崎国際テレビ     | 日本テレビ系列                               | 同時ネット             | 1991年4月開局から                                  |
| 熊本県         | くまもと県民テレビ | 日本テレビ系列                               | 同時ネット             |                                                    |
| 大分県         | テレビ大分         | 日本テレビ系列 フジテレビ系列                | 同時ネット             |                                                    |
| 宮崎県         | テレビ宮崎         | フジテレビ系列 日本テレビ系列 テレビ朝日系列 | 同時ネット             |                                                    |
| 鹿児島県       | 鹿児島テレビ       | フジテレビ系列                               | 遅れネット             | 1994年3月まで                                      |
| 鹿児島県       | 鹿児島読売テレビ   | 日本テレビ系列                               | 同時ネット             | 1994年4月開局から                                  |
| 沖縄県         | 沖縄テレビ         | フジテレビ系列                               | 遅れネット             | [ 10 ]                                             |